# Veronica Kristiansen
Veronica Egebakken Kristiansen (Stavanger, 1990. július 10. –) olimpiai, világ- és Európa-bajnok, háromszoros bajnokok ligája-győztes norvég válogatott kézilabdázó, irányító-balátlövő, jelenleg a Győri Audi ETO KC játékosa.

## Pályafutása
Veronica Kristiansen 2013. március 20-án debütált a norvég felnőtt válogatottban egy Dánia elleni mérkőzésen. Játszott a 2013-as világbajnokságon, ahol az 5. helyet szerezte meg a válogatott. Egy évvel később, a magyar-horvát közös rendezésű Európa-bajnokságon aranyérmet szereztek, köztük Kristiansen is. Veronica játszott a 2015-ös vb-n, ahol Norvégia megint aranyérmes lett. Kristiansen kulcsszerepet játszott a Hollandia elleni döntőn.
2015. március 30-án világossá vált, hogy Kristiansen a dán FC Midtjylland Håndbold csapatában folytatja pályafutását.
Veronica játszott a 2016. évi riói olimpiai játékokon, egy Brazília elleni vesztes mérkőzésen debütált. Az elődöntőben a válogatott vereséget szenvedett az orosz csapattól, így Norvégia nem jutott be a döntőbe. A bronzmérkőzésen tíz góllal felülmúlták Hollandiát. Kristiansen meghívást kapott a 2016-os női kézilabda-Európa-bajnokság norvég keretébe, a válogatott megvédte a címét, egy góllal nyertek Hollandia ellen. 2018 februárjában hivatalossá vált, hogy Kristiansen 2 évet követően elhagyja a dán FC Midtjylland Håndbold együttesét, és a EHF Bajnokok Ligája címvédő Győri Audi ETO KC-hoz igazol. A magyar csapattal 2019-ben magyar bajnok és Bajnokok Ligája győztes lett.
2020-ban ismét Európa-bajnok tudott lenni, majd a 2021-re halasztott tokiói olimpián újabb bronzérmet szerzett.

## Díjai, elismerései

### Válogatott
- Olimpia:
  - Aranyérmes (2024)
  - Bronzérmes (2016, 2021)
- Világbajnokság:
  - Aranyérmes (2015, 2021)
  - Ezüstérmes (2017)
- Európa-bajnokság:
  - Aranyérmes (2014, 2016, 2020)
- Junior világbajnokság:
  - Aranyérmes (2010)
- Junior Európa-bajnokság:
  - Aranyérmes (2009)

### Klubcsapat
- Dán kupa:
  - Aranyérmes (2015)
- Magyar bajnok: 2019,[8] 2022
  - Ezüstérmes: 2021, 2024
- Magyar Kupa-győztes: 2019, 2021
- EHF-bajnokok ligája-győztesː 2019,[9] 2024, 2025
  - Bronzérmes: 2021
- Bajnokok Ligája legjobb irányítója: 2018

## Magánélete
Testvérei Charlotte és Jeanett Kristiansen, akik szintén válogatott kézilabdázók voltak. 
Párja a korábbi magyar kenu válogatott játékosa és a Győri Audi ETO KC fizoterapeutája, Devecseri Ádám. 2023. július 17-én született meg kislányuk, Olivia.
2024 augusztusában párjával eljegyezték egymást. Augusztus 24-én bejelentették, hogy második gyermeküket várják. 2025. január 13-án született meg kisfiúk, Odin.